# 12歳の神話
「12歳の神話」（じゅうにさいのしんわ）は、堀江美都子のシングル・レコード。1970年3月10日に日本コロムビアから発売された。別名は「ニンフェット12歳の神話」。

## 概要
すでに『紅三四郎』や『ハクション大魔王』でアニメソングを発表していた堀江美都子が「ちびっこポップス」シリーズでリリースしたレコードのうちの1枚である。
表題曲「12歳の神話」は剣持加津夫の同名少女ヌード写真集『ニンフェット 12歳の神話』のイメージソング。カップリング曲は「大人の世界」。
ジャケットには少女のヌード写真が使用されているが、これは前述の写真集のものであり、堀江とは別人である。

## 収録曲
- 全曲作曲：和田香苗

1. 12歳の神話
作詞：篠原啓介・丘灯至夫
2. 大人の世界
作詞：丘灯至夫

## 収録アルバム
- 丘灯至夫作詩生活40年 コロムビア専属30年記念レコード『ねこふんじゃった〜こどもの歌アルバム』（1979年/CS-7132、#1）
- 『堀江美都子 歌のあゆみ1 少女期の想い出』DISC-1（1988年/72CC-2965〜67、#1・2）